# LaPorte (Indiana)
LaPorte is sinds 1830 een plaats (city) in de Amerikaanse staat Indiana. Tegenwoordig is het vooral bekend als vakantieoord aan het Michiganmeer, waar LaPorte ongeveer 10 kilometer van verwijderd is. Er wonen zo'n 22.000 mensen.
In 1908 werd het dorp opgeschrikt door de vondst van vijftien lichamen op een boerderij even buiten het dorp.

## Plaatsen in de nabije omgeving
De onderstaande figuur toont nabijgelegen plaatsen in een straal van 20 km rond La Porte.